# Лемма Гейне — Бореля
Леммой Гейне — Бореля (а также леммой Бореля — Лебега или леммой о конечном покрытии) называется следующий факт, играющий фундаментальную роль в анализе:
Из всякой бесконечной системы интервалов, покрывающей отрезок числовой прямой, можно выбрать конечную подсистему, также покрывающую этот отрезок.
Обобщение этого предложения на многомерный случай также называется леммой Гейне — Бореля (или леммой Бореля — Лебега).

## Формулировка
Чтобы сформулировать лемму Гейне — Бореля в общем случае, введем понятие покрытия. 
Система множеств 
{\displaystyle {\mathfrak {S}}=\lbrace S_{\alpha }\rbrace }
где индекс {\displaystyle \alpha } пробегает некоторое множество {\displaystyle {\mathfrak {A}}}, называется покрытием множества {\displaystyle X}, если 
{\displaystyle X\subset \bigcup _{\alpha \in {\mathfrak {A}}}S_{\alpha }}
Если некоторая часть покрытия {\displaystyle {\mathfrak {S}}}, скажем {\displaystyle {\mathfrak {S}}'=\lbrace S_{\alpha }\mid \alpha \in {\mathfrak {A'}}\rbrace }, где {\displaystyle {\mathfrak {A'}}} — подмножество {\displaystyle {\mathfrak {A}}}, сама образует покрытие множества {\displaystyle X}, то {\displaystyle {\mathfrak {S}}'} называется подпокрытием покрытия {\displaystyle {\mathfrak {S}}} множества {\displaystyle X}.
Теперь сформулируем лемму Гейне — Бореля в общем виде.
Пусть {\displaystyle X} — замкнутое ограниченное множество в пространстве {\displaystyle \mathbb {R} ^{n}}. Тогда из всякой системы открытых множеств, покрывающих множество {\displaystyle X}, можно выделить конечную подсистему, также покрывающую множество {\displaystyle X}.
Кратко говорят так: всякое открытое покрытие замкнутого ограниченного множества в пространстве {\displaystyle \mathbb {R} ^{n}} содержит конечное подпокрытие. При этом покрытие называется открытым, если оно состоит из открытых множеств.
Имеет место и обратное предложение: для того чтобы всякое открытое покрытие множества {\displaystyle X\subset \mathbb {R} ^{n}} содержало конечное подпокрытие необходимо, чтобы множество {\displaystyle X} было замкнутым и ограниченным. Однако леммой Гейне — Бореля называют лишь прямое утверждение, то есть достаточные условия существования конечного подпокрытия.

## Доказательство
Доказательство леммы Гейне — Бореля можно проводить разными способами. Ниже изложены наброски двух доказательств.

### Первое доказательство
Это доказательство проводится методом Больцано (деления пополам) и опирается на лемму Коши — Кантора о вложенных отрезках. Во многом оно аналогично доказательству леммы Больцано — Вейерштрасса о предельной точке.
Пусть отрезок {\displaystyle [a,b]} покрыт бесконечной системой {\displaystyle \Sigma } интервалов. Предположим, что никакое конечное число интервалов из {\displaystyle \Sigma } не покрывает данный отрезок. Разделим отрезок {\displaystyle [a,b]} пополам на два равных отрезка: {\displaystyle \left[a,{\frac {a+b}{2}}\right]} и {\displaystyle \left[{\frac {a+b}{2}},b\right]}. По крайней мере один из них нельзя покрыть конечной подсистемой интервалов из {\displaystyle \Sigma }. Обозначим его {\displaystyle [a_{1},b_{1}]} и повторим для него процедуру деления пополам.
Продолжая на каждом шаге делить отрезки пополам, мы получим последовательность вложенных отрезков, по длине стремящихся к нулю, такую что каждый отрезок этой последовательности не может быть покрыт конечным числом интервалов из {\displaystyle \Sigma }. Но если {\displaystyle \xi } — точка, в которую стягиваются отрезки, то, поскольку {\displaystyle \xi } лежит на отрезке {\displaystyle [a,b]}, она должна входить в некоторый интервал {\displaystyle \sigma } системы {\displaystyle \Sigma }. Тогда все отрезки последовательности {\displaystyle [a_{k},b_{k}]}, начиная с некоторого номера, будут покрыты интервалом {\displaystyle \sigma }, что противоречит самому выбору этих отрезков. Полученное противоречие доказывает справедливость леммы Гейне — Бореля.
Это доказательство, с очевидными изменениями, проводится и для пространства {\displaystyle \mathbb {R} ^{n}} произвольной размерности. Указанное доказательство можно найти в  и в  (в последней книге сразу для случая произвольного метрического пространства).

### Второе доказательство
Другое доказательство леммы Гейне — Бореля принадлежит Лебегу . Оно не использует лемму о вложенных отрезках, а опирается на свойство полноты множества действительных чисел в форме принципа существования точной верхней грани.
Пусть система интервалов {\displaystyle \Sigma } покрывает отрезок {\displaystyle [a,b]}. Обозначим через {\displaystyle M} множество всех точек {\displaystyle x\in [a,b]}, для которых отрезок {\displaystyle [a,x]} может быть покрыт конечным числом интервалов из {\displaystyle \Sigma }. Ясно, что если всякий отрезок вида {\displaystyle [a,x'],\;x'<x} (где x - sup M) может быть покрыт конечным числом интервалов из {\displaystyle \Sigma }, то же верно и для отрезка {\displaystyle [a,x]}: для этого возьмем интервал {\displaystyle \sigma \in \Sigma }, покрывающий точку {\displaystyle x}, и добавив его к конечному покрытию какого-нибудь отрезка {\displaystyle [a,x']}, где {\displaystyle x'<x,x'\in \sigma }, получим конечное покрытие отрезка {\displaystyle [a,x]}. Более того, полученная конечная подсистема интервалов покрывает не только отрезок {\displaystyle [a,x]}, но и некоторый отрезок вида {\displaystyle [a,x'']}, где {\displaystyle x''>x}.
Из первого следует, что точная верхняя грань множества {\displaystyle M} принадлежит множеству {\displaystyle M}. Из второго, что она должна быть равна {\displaystyle b}. Тем самым, {\displaystyle b\in M}, то есть отрезок {\displaystyle [a,b]} может быть покрыт конечным числом интервалов из {\displaystyle \Sigma }.

## Применение в анализе
Наряду с леммой Коши — Кантора о вложенных отрезках и леммой Больцано — Вейерштрасса о предельной точке, лемма Гейне — Бореля о конечном покрытии является одним из фундаментальных утверждений анализа. С её помощью можно доказать ряд важных результатов.
Лемма Гейне — Бореля может быть с успехом применена в тех случаях, когда необходимо какое-либо локальное свойство распространить на все множество.
Проиллюстрируем сказанное на примере доказательства теоремы о равномерной непрерывности.
Непрерывность функции {\displaystyle f} на интервале {\displaystyle (a,b)} означает, что для всякой точки {\displaystyle x} интервала {\displaystyle (a,b)} и произвольного {\displaystyle \varepsilon >0} найдется такая окрестность {\displaystyle U_{\delta }(x)} точки {\displaystyle x}, в которой любые два значения функции отличаются не более чем на {\displaystyle \varepsilon }:
{\displaystyle x',x''\in U_{\delta }(x)\Rightarrow |f(x')-f(x'')|\leqslant \varepsilon }
Фиксируем {\displaystyle \varepsilon >0} и для каждой точки {\displaystyle x} отрезка {\displaystyle [a,b]} выберем указанную окрестность {\displaystyle U_{\delta }(x)} (для каждого {\displaystyle x} будет своё {\displaystyle \delta =\delta (x)}). Полученная система интервалов образует открытое покрытие отрезка, из которого согласно лемме Гейне — Бореля мы выберем конечное подпокрытие {\displaystyle \Sigma }. Нетрудно видеть, что можно подобрать такое {\displaystyle \delta >0}, что всякий отрезок длины {\displaystyle \delta } целиком содержится в одном из интервалов покрытия {\displaystyle \Sigma }. Отсюда следует, что если {\displaystyle x',x''} отличаются не более чем на {\displaystyle \delta }, то они содержатся в одном и том же интервале покрытия, а значит, значения функции в этих точках отличаются не более чем на {\displaystyle \varepsilon }.
Тем самым для произвольно взятого {\displaystyle \varepsilon >0} найдено {\displaystyle \delta >0}, такое что 
{\displaystyle x',x''\in [a,b]\quad |x'-x''|\leqslant \delta \Rightarrow |f(x')-f(x'')|\leqslant \varepsilon }
Это и означает, что функция {\displaystyle f} равномерно непрерывна на отрезке {\displaystyle [a,b]}.

## Обобщения
Лемма Гейне — Бореля обобщается на произвольное метрическое пространство следующим образом:
Для того, чтобы всякое открытое покрытие метрического пространства  {\displaystyle {\mathcal {M}}} содержало конечное подпокрытие, необходимо и достаточно, чтобы пространство {\displaystyle {\mathcal {M}}} было полным и вполне ограниченным.
Как и в случае пространства {\displaystyle \mathbb {R} ^{n}}, леммой Гейне — Бореля называется лишь вторая часть этого предложения, о достаточности условий для существования конечного подпокрытия.
При этом оказывается, что метрическое пространство {\displaystyle {\mathcal {M}}} обладает свойством Гейне — Бореля тогда и только тогда когда оно является компактным пространством, то есть всякое его бесконечное подмножество имеет предельную точку, принадлежащую {\displaystyle {\mathcal {M}}}. Таким образом, компактное метрическое пространство можно было бы определить как такое пространство, всякое открытое покрытие которого содержит конечное подпокрытие.
При переходе от метрических пространств к более общему понятию топологических пространств оказалось, что эти два условия не равносильны: если топологическое пространство обладает свойством Гейне—Бореля, то всякое его бесконечное подмножество имеет предельную точку, но обратное не всегда верно. Более сильное свойство Гейне — Бореля было принято за определение компактного топологического пространства. При этом старое условие компактности, а именно, существование предельной точки у всякого бесконечного подмножества, оказалось равносильно следующему условию: всякое счетное открытое покрытие содержит конечное подпокрытие. Такие пространства стали называть счетно-компактными.

## Историческая справка
История математического предложения, известного сегодня как лемма Гейне — Бореля, началась во второй половине XIX века, когда математики были заняты поиском надежных основ для строгого построения математического анализа. Среди прочих, одним из фундаментальных результатов анализа, требовавших строгого доказательства, была теорема, утверждающая, что всякая непрерывная на отрезке функция, равномерно непрерывна на нем. Первым эту теорему доказал Дирихле в своих лекциях 1862 года, которые были опубликованы лишь в 1904 году. При этом он неявно использовал тот факт, что если отрезок покрыт бесконечным числом интервалов, то среди них можно выбрать конечное число, также покрывающее данный отрезок. Позже сходными рассуждениями пользовались Э. Гейне, К. Вейерштрасс, С. Пинкерле. Первым, кто сформулировал и доказал лемму Гейне — Бореля в форме, близкой к современной, был Э. Борель в 1895 году. Однако его формулировка ограничивалась покрытиями, состоящими из счетного числа интервалов. На произвольные бесконечные покрытия её обобщил ученик Э. Бореля А. Лебег в 1898 году.
В математической литературе это предложение можно встретить под различными названиями. Наиболее распространено название лемма Гейне — Бореля, которое и было вынесено в заголовок настоящей статьи. Однако нередко используются: лемма Бореля — Лебега, лемма Бореля. В некоторых книгах это предложение называется не леммой, а теоремой: теорема Гейне — Бореля, теорема Бореля — Лебега. Также встречается название лемма о конечном покрытии.